# Куиэр, Авак
Авак Сабит Биор Куиэр (фин. Awak Sabit Bior Kuier; родилась 19 августа 2001 года, Каир, мухафаза Каир, Египет) — финская профессиональная баскетболистка, которая выступает в женской национальной баскетбольной ассоциации за клуб «Даллас Уингз», которым она и была выбрана на драфте ВНБА 2021 года в первом раунде под общим вторым номером. Играет на позиции центровой. Кроме того защищает цвета итальянской команды «Умана Рейер Венеция».
В составе национальной сборной Финляндии Авак стала победительницей чемпионата Европы среди девушек до 18 лет 2019 года в Северной Македонии во втором дивизионе, выиграла серебряные медали чемпионата Европы среди девушек до 20 лет 2019 года в Чехии также во втором дивизионе.

## Ранние годы
Авак Куиэр родилась 19 августа 2001 года в городе Каир, столице Египта, являлась пятым ребёнком из шести детей своих родителей, куда они бежали во время второй гражданской войны из Южного Судана. В возрасте двух лет семья Куиэр переехала в Финляндию в город Котка, а затем поселилась в городе Уусикаупунки.